# Forchtenau (Gemeinde Forchtenstein)
Forchtenau ist eine der beiden Katastralgemeinden der Gemeinde Forchtenstein. Der Name erscheint zum ersten Mal in einer Schenkungsurkunde des Grafen von Mattersdorf 1202. Hier wird es als unbewohntes Waldland beschrieben.

## Geschichte

### Entstehung
Um 1300 begannen die Grafen von Mattersdorf mit dem Bau einer Burg, welche im Jahre 1672 mit dem Namen „Burg Pfortenstein“ aufschien. Unterhalb dieser Burg siedelten sich schon bald einige Bewohner an und es entstand 1343 das Dorf „Ferchiton“. Einige Jahre darauf weihte Bischof Albert von Nikomedien eine kleine Kirche zu Ehren des Heiligen Michaels.
Durch die Jahre hinweg veränderte sich der Namen des Ortes häufig: 1343 Ferchiton, 1344 Frakno, 1346 Fahruhno, 1356 Vorchtenstain, 1425 Vorchtnaw, 1435 Frathnow, 1441 Vorchtnaw, 1461 Vorivhtenaw, 1526 Forchtenstein, 1552 Forchtenau, 1625 Fracno aliter Forchtenau, 1889 Frakno.
Einige Namen wurden von dem Mittelhochdeutschen Wort „vorthe“ abgeleitet, welches Furcht bedeutete. Mit diesem Namen wollte man vorab den Angreifern schon Furcht einjagen.
Im 15. Jahrhundert fiel der Besitz der Burg in die Hände der Habsburger, sodass bereits im Jahre 1526 51 Häuser gezählt wurden. Weiters war dieser Ort damals das größte Weinbaugebiet, in welchem vorwiegend Weißwein, den man schon damals in Kategorien Qualitätswein, mittelmäßiger Wein und Speise- und Tischwein unterteilte, angebaut wurde.

### Entwicklung ab dem 17. Jahrhundert
Am Anfang des 17. Jahrhunderts (1622) übernahm Nikolaus Esterházy die Burg und Grundherrschaften Forchtenstein und Eisenstadt. Ein paar Jahre darauf wurde mit dem Ausbau der Burg begonnen. Eine Burgkapelle, eine Schatzkammer sowie Wohntrakte wurden errichtet.
Mitte des 17. Jahrhunderts (1651) wurde eine für die Orte Forchtenau und Neustift an der Rosalia gemeinsame Volksschule erbaut. Jedoch wurden die Kinder nur bis 1986 gemeinsam unterrichtet, danach erfolgte in getrennten Schulen der Unterricht. 2004 kam es erneut zu einer Zusammenlegung der Schulen.
Gegen Ende des 17. Jahrhunderts (1695) wurde die Kirche im Ort von Fürst Paul I. von Esterhazy an die Serviten übergeben. Diese kümmerten sich bis 1981 darum.

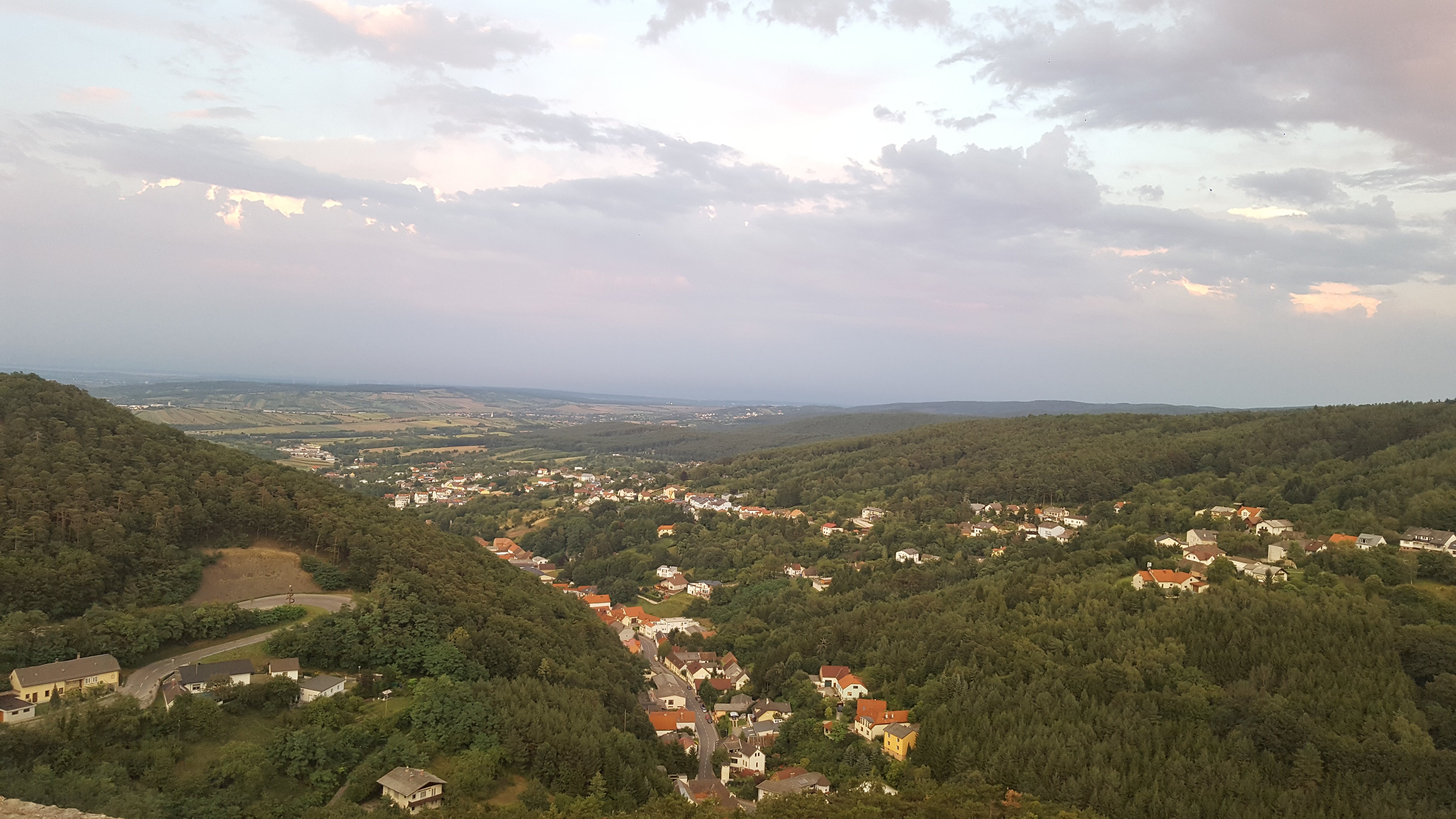
Blick auf die Gemeinde Forchtenstein entlang der Hauptstraße heute

Es folgten Naturkatastrophen, Brände und Seuchen, welche die Entwicklung des Ortes einschränkten. Wegen eines extremen Brandes im Jahr 1877 wurde die Freiwillige Feuerwehr Forchtenau gegründet.
Im Jahre 1898 wurde festgelegt, dass der Ort nur unter dem ungarischen Namen „Fraknò“ genannt werden darf.
Im Ersten Weltkrieg ließen insgesamt 72 Forchtenauer und Neustifter ihr Leben. Danach erfolgte am 21. August 1921 der Anschluss des Burgenlandes an Österreich und im April 1938 stimmten von 798 stimmberechtigten Personen 796 für einen Anschluss Österreichs an Deutschland. Von den folgenden Kriegsjahren 1939–1945 sind keine schriftlichen Unterlagen der Gemeinde mehr vorhanden.
Im Jahr 1971 kam es dann zum Zusammenschluss der Gemeinden Forchtenau und Neustift an der Rosalia und es wurde mit Gültigkeit Anfang 1972 der Name „Forchtenstein“ beschlossen. Als Bürgermeister wurde Josef Wutzelhofer gewählt.